# 間島秀徳
間島 秀徳（まじま ひでのり、1960年2月1日 - ）は、日本の日本画家。武蔵野美術大学造形学部日本画学科教授。

## 概要
茨城県取手市出身。市川高等学校、東京芸術大学美術学部絵画科日本画専攻を卒業後、大学院に進学し、1986年に同大学大学院美術研究科修士課程を修了。その後、2000年から2001年にかけて文化庁在外研究員としてフィラデルフィアにあるペンシルバニア大学、ニューヨークにそれぞれ滞在する。それから各地で様々な展覧会や個展を開催していき、2015年から2021年までは信州大学教育学部に教授として着任し、2021年から武蔵野美術大学に就任した。

## 作風
水をテーマとした作品作りに重点を充てており、日本画の素材を活かした手法で表現している。

## 主な展覧会
- 1993年　現代絵画の一断面「日本画を越えて」東京都美術館
- 1999年　VOCA展’９９　上野の森美術館
- 2003年　「現代の日本画－その冒険者たち－横山操から会田誠へ」岡崎市美術博物館
- 2007年　水のかたち展　茨城県近代美術館
- 2013年「二年後。自然と芸術、そしてレクイエム」茨城県近代美術館

## 主なパブリックコレクション
- 練馬区立美術館
- 北海道立釧路芸術館
- 文化庁
- 岡崎市美術博物館
- 茨城大学
- 日立市郷土博物館
- 東京都現代美術館

出典：